# Parallelia amygdaloides
Parallelia amygdaloides là một loài bướm đêm trong họ Erebidae.